# أرتورو أرماندو مولينا
أرتورو أرماندو مولينا (بالإسبانية: Arturo Armando Molina)‏ (ولد 1927 – م وتوفي في 2021/7/19 م) هو سياسي من السلفادور ولد في السلفادور.

## روابط خارجية
- أرتورو أرماندو مولينا على موقع الموسوعة البريطانية (الإنجليزية)
- أرتورو أرماندو مولينا على موقع مونزينجر (الألمانية)